# Keep America Beautiful

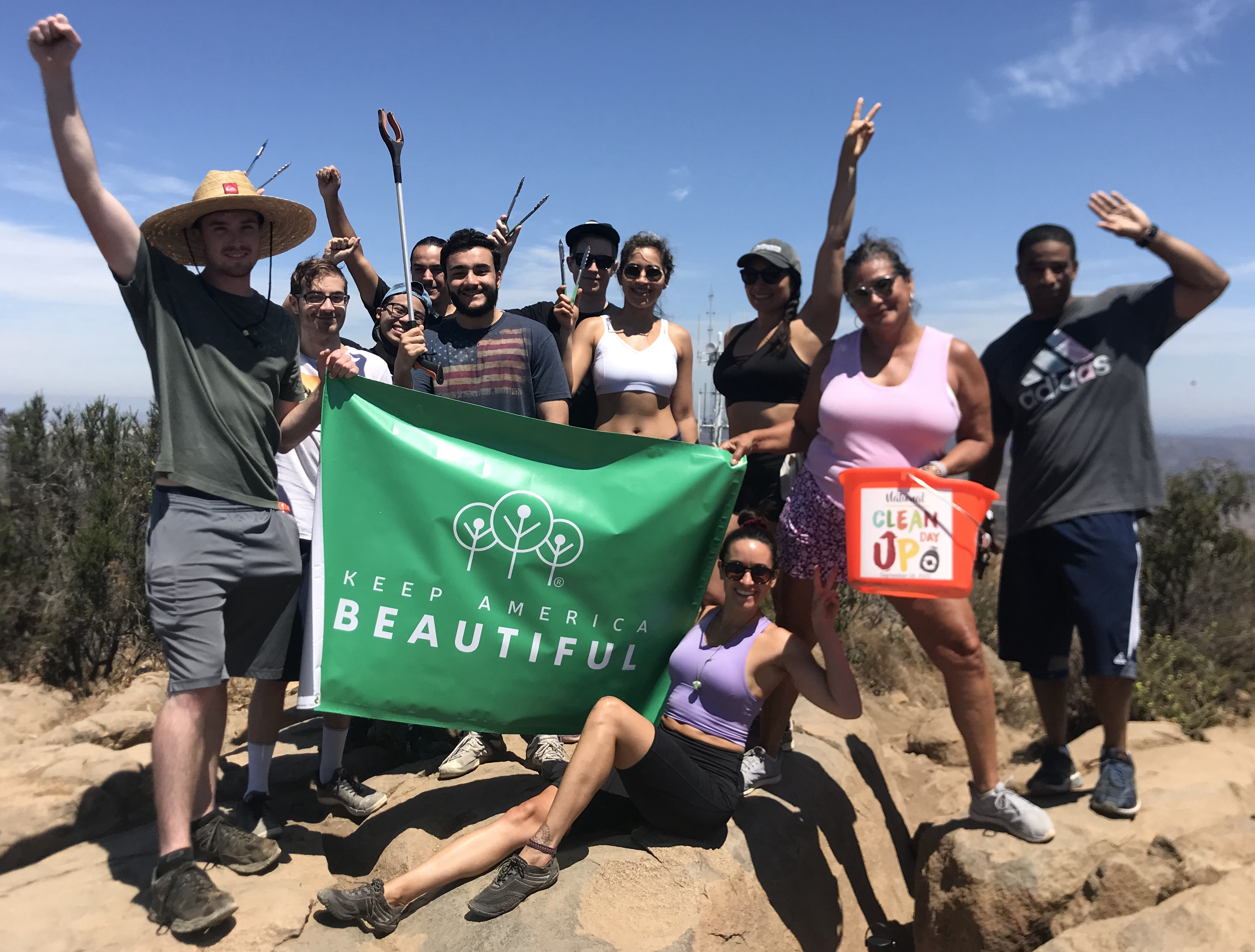
Eine Gruppe von Keep America Beautiful (2021)

Keep America Beautiful ist eine US-amerikanische Non-Profit-Organisation, die den Umweltschutz fördert. Die Organisation propagiert drei Ziele: Abfallvermeidung („End Littering)“, Verbesserungen beim Recycling („Improve Recycling“) und die Verschönerung der amerikanischen Gemeinden („Beautify America's Communities“). Ziel der Bemühungen ist ein Land, in dem „jede Gemeinde ein sauberer, grüner und schöner Ort zum Leben ist“.

## Geschichte
Keep America Beautiful wurde 1953 laut der organisationseigenen Beschreibung von einer Gruppe von Unternehmen und ehrenamtlichen Führungspersonen in New York City mit dem Ziel gegründet, den privaten und den öffentlichen Sektor zusammenzubringen, um eine nationale Umweltethik zu entwickeln und zu fördern. Die Gründung der KAB durch diese Gruppe von Unternehmen aus der Verpackungsindustrie, angeführt von der American Can Company und der Owens-Illinois Glass Company, und anderen führenden Industrieunternehmen wie Coca-Cola und Dixie Cup Company lenkte die Aufmerksamkeit und Verantwortung bzgl. der Müllproblematik vom Hersteller auf den Konsumenten.
1956 wurde das erste Public service announcement zur Abfallvermeidung veröffentlicht. Ab Mitte der 1960er Jahre unterstützen prominente Fürsprecher wie Lady Bird Johnson die Organisation. Seit 1960 arbeitete die Organisation mit der gemeinnützigen Werbeagentur Ad Council zusammen. Ikonisch wurde die gemeinsam mit dem Ad Council entwickelte Werbekampagne mit dem „weinenden Indianer“ Iron Eyes Cody.
Mit Georgia Clean & Beautiful wurde 1978 das erste Umweltschutzprogramm auf Bundesstaats-Ebene umgesetzt.
2013 wurde das erneut mit dem Ad Council entwickelte Public service announcement „I Want To Be Recycled“ vorgestellt, das vor allem das Bewusstsein für die Vorteile des Recyclings schaffen sollte.

## Kritik
Keep America Beautiful hat zahlreiche Ableger in aller Welt, ebenfalls zu einem großen Teil finanziert durch Konzerne der Verpackungs- und Getränkeindustrie. Kritisiert wird KAB dafür, dass es der Organisation nicht in erster Linie um Umweltschutz gehe. Es gehe vielmehr darum, die Konzerne von ihrer Verantwortung für Plastikmüll reinzuwaschen, indem die Verantwortung vom Erzeuger zum Verbraucher verlagert wird.